# 재산초등학교
재산초등학교는 대한민국 경상북도 봉화군에 있는 공립 초등학교이다.

## 학교 연혁
- 1925년 9월 15일: 재산공립보통학교 개교(4년제)(설립인가 8월 20일)
- 1926년 4월 16일: 6년제 개편 인가
- 1938년 4월 1일: 재산공립심상소학교로 개칭
- 1941년 4월 1일: 재산공립국민학교로 개칭
- 1981년 3월 7일: 병설유치원 개원
- 1992년 3월 1일: 남면분교장 통합
- 1996년 3월 1일: 재산초등학교로 개칭
- 1998년 3월 1일: 동면초등학교 통합
- 2015년 3월 1일: 제36대 박실경 교장 부임, 5학급(특수학급 포함) 편성

## 참고 자료
- 재산초등학교 - 한국교육학술정보원 학교알리미